# 国際ユースサッカーin新潟
国際ユースサッカーin新潟（こくさいユースサッカーインにいがた）は、新潟県で開催されるサッカーの国際大会である。

## 概要
2002年のFIFAワールドカップ新潟開催を記念し1997年より毎年7月に新潟県サッカー協会の主催で開催される。参加チームの年齢制限、参加チーム数は毎年違うが、近年はU-17日本代表、U-17新潟選抜、に日本国外からの招待チーム2チームを加えた4チームで開催されている。

## 会場
- 新潟スタジアム
- 新潟聖籠スポーツセンター
- 新発田市五十公野公園陸上競技場
- 紫雲寺記念公園多目的広場
- 新津金屋運動広場

※過去に使用経験のある会場

## 歴代優勝チーム
- 1997年:
- 1998年:
- 1999年:
- 2000年:
- 2001年:  CSDコロコロ
- 2002年:  国見高校
- 2003年:  U-18日本代表
- 2004年:  U-18日本代表
- 2005年:  U-18日本代表
- 2006年:  U-17オーストラリア代表
- 2007年:  U-17ペルー代表
- 2008年:  U-17日本代表
- 2009年:  U-17メキシコ代表
- 2010年:  U-17メキシコ代表
- 2011年:  U-17新潟選抜
- 2012年:  U-17メキシコ代表
- 2018年:  U-17日本代表
- 2019年:  U-17メキシコ代表
- 2020年:
- 2021年:
- 2022年:  U-17日本代表
- 2023年: U-17ベネズエラ代表

## 国際ユースサッカーin新潟2011

### 出場選手/スタッフ
※出場選手の年齢制限は17歳以下（1994年1月1日以降出生の選手）
出典: 日本サッカー協会

### 順位表
| 順位 | 国名       | 勝点 | 勝 | 引 | 敗 | 得点 | 失点 | 得失点 |
| ---- | ---------- | ---- | -- | -- | -- | ---- | ---- | ------ |
| 1    | 新潟選抜   | 7    | 2  | 1  | 0  | 5    | 1    | +4     |
| 2    | 日本       | 6    | 2  | 0  | 1  | 9    | 6    | +3     |
| 3    | スロバキア | 2    | 0  | 2  | 1  | 2    | 7    | -5     |
| 4    | メキシコ   | 1    | 0  | 1  | 2  | 4    | 6    | -2     |

出典: 日本サッカー協会

### 試合日程
時刻はすべて現地時間、日本標準時 (UTC+9) です。
| 2011年7月16日 13:00 |

| 日本 | 0 - 3    | 新潟選抜 |
|      | レポート |          |

| スポアイランド聖篭 |

| 2011年7月16日 15:10 |

| メキシコ | 1 - 1    | スロバキア |
|          | レポート |            |

| スポアイランド聖篭 |

| 2011年7月17日 13:00 |

| 新潟選抜 | 2 - 1    | メキシコ |
|          | レポート |          |

| 新発田市五十公野公園陸上競技場 |

| 2011年7月17日 15:10 |

| 日本 | 6 - 1    | スロバキア |
|      | レポート |            |

| 新発田市五十公野公園陸上競技場 |

| 2011年7月18日 13:00 |

| スロバキア | 0 - 0    | 新潟選抜 |
|            | レポート |          |

| 東北電力ビッグスワンスタジアム |

| 2011年7月18日 15:10 |

| 日本 | 3 - 2    | メキシコ |
|      | レポート |          |

| 東北電力ビッグスワンスタジアム |